# 马里安·奥热霍夫斯基
马里安·奥热霍夫斯基（波蘭語：Marian Orzechowski，1931年10月24日—2020年6月29日），波兰政治人物，前外交部长（1985年－1988年），波兰统一工人党中央政治局委员（1986年－1990年）。

## 生平
1931年10月24日生于拉多姆。1950年毕业于弗罗茨瓦夫第三中学。1955年毕业于苏联列宁格勒国立大学历史学专业。1960年获弗羅茨瓦夫大學副博士学位，长期从事西里西亚历史研究，1966年开始任教。1971年至1975年担任弗羅茨瓦夫大學校长。
1952年加入波兰统一工人党。1966年进入中央委员会。1981年至1983年，任中央委员会书记，负责意识形态工作。1984年至1986年，任党中央社科院院长。1986年至1990年，任中央政治局委员。1988年至1989年7月，再次任中央委员会书记。1985年11月至1988年6月，任兹比格涅夫·梅斯内尔内阁外交部长。1987年11月访华。东欧剧变后离开政坛，在华沙和罗兹从事教学工作。2020年6月29日逝世。

## 观点
奥热霍夫斯基曾说：“作为党员的历史学家要受到当局的特别审查，因为他们要代表党”。1989年，奥热霍夫斯基是波兰圆桌会议参与者之一。
奥热霍夫斯基认为，人为地搞多党制不符合波兰国情。